# Braç Robòtic Europeu

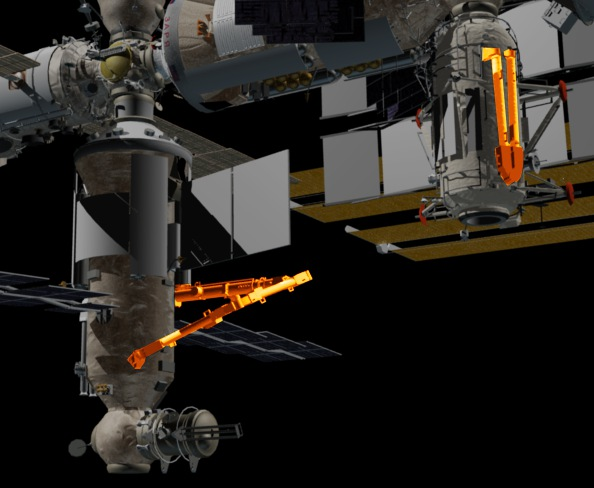
El Braç Robòtic Europeu es mostra a l'esquerra unit al Naüka, l'articulació del braç en forma de colze de recanvi amb les dues extremitats mostrades a la dreta, unides al Rassvet

El Braç Robòtic Europeu (European Robotic Arm o ERA) és un braç robòtic unit al segment rus de l'Estació Espacial Internacional, el primer braç robòtic capaç de treballar en els segments russos de l'estació espacial, que substitueix les dues grues Strela russes que ja són instal·lades al mòdul Pirs. L'ERA està dissenyat i fabricat per Dutch Space, una empresa d'EADS Astrium. El braç es va llençar el 21 de juliol de 2021 en un Proton-M, enganxat al mòdul Naüka, i acoblat a l'estació el 29 de juliol de 2021.

## Dades tècniques
- Longitud total - 11,3 m[3]
- Massa de llançament - 630 kg
- Massa de càrrega útil màxima - 8.000 kg
- Màxima velocitat - 0,1 m/s
- Precisió del posicionament - 5 mm